# San Leonardo (Badia)
San Leonardo (Sankt Leonhard in tedesco, San Linêrt in ladino) è una località turistica italiana, situata nel comune di Badia (Val Badia, Trentino-Alto Adige), popolata prevalentemente da abitanti che parlano la lingua ladina. Insieme alla località di Pedraces (sede comunale), situata sulla riva opposta del torrente Gadera, forma la frazione di Badia, che dà il nome al comune e alla valle.
San Leonardo è situata ai piedi del Sasso della Croce ed è un'importante stazione sciistica, frequentata dal turismo invernale ed estivo.
Il monumento principale è la chiesa di San Leonardo, edificata nelle forme attuali tra 1776 e 1778 da Franz Singer di Götzens su un precedente edificio medievale consacrato nel 1347 e di cui rimane il campanile gotico.